# Шерки, Райан
Мати́с Райа́н Шерки́ (фр. Mathis Rayan Cherki; 17 августа 2003) — французский футболист, атакующий полузащитник и вингер английского клуба «Манчестер Сити» и национальной сборной Франции.

## Клубная карьера

#### «Олимпик Лион»
Воспитанник футбольной академии клуба «Олимпик Лион», выступал за клуб с 2010 года. 9 сентября 2018 года Шерки стал самым молодым автором гола в истории Юношеской лиги УЕФА, забив мяч в ворота команды «Манчестер Сити» до 19 лет. На тот момент ему было 15 лет и 33 дня. Летом 2019 года, по сообщениям прессы, интерес к 15-летнему игроку проявляли такие клубы как «Реал Мадрид», «Ювентус», «Барселона», «Бавария», «Манчестер Юнайтед» и «Аякс», однако 7 июля 2019 года Шерки подписал с «Лионом» свой первый профессиональный контракт, рассчитанный до 2022 года.
19 октября 2019 года Шерки дебютировал в основном составе «Лиона» в матче французской Лиги 1 против «Дижона», выйдя на замену Максвелу Корне. 2 мая 2021 года забил свой первый гол во французском чемпионате в матче против «Монако».

#### «Манчестер Сити»
10 июня 2025 года перешёл в «Манчестер Сити», подписав контракт с английским клубом до лета 2030 года. Сумма трансфера составила 36 млн евро (30,5 млн фунтов), ещё 6 млн евро предусмотрены в виде бонусов. 
Дебютировал за «горожан» 18 июня в матче группового этапа Клубного чемпионата мира 2025 против «Видада» (2:0). 22 июня в матче того же турнира против «Аль-Айна» (6:0) забил свой первый мяч за новую команду.

## Карьера в сборной
Выступал за сборные Франции до 16, до 19 лет и до 21 года. В составе олимпийской сборной Франции стал серебряным призёром Игр в Париже.
5 июня 2025 года дебютировал за основную сборную Франции в полуфинальном матче Лиги наций против Испании (4:5), отличившись голом и ассистом.

## Статистика выступлений
| Выступление      | Выступление      | Выступление      | Лига | Лига | Кубки | Кубки | Еврокубки | Еврокубки | Остальные | Остальные | Итого | Итого |
| Клуб             | Лига             | Сезон            | Игры | Голы | Игры  | Голы  | Игры      | Голы      | Игры      | Голы      | Игры  | Голы  |
| ---------------- | ---------------- | ---------------- | ---- | ---- | ----- | ----- | --------- | --------- | --------- | --------- | ----- | ----- |
| Олимпик Лион     | Лига 1           | 2019/20          | 6    | 0    | 5     | 3     | 2         | 0         | 0         | 0         | 13    | 3     |
| Олимпик Лион     | Лига 1           | 2020/21          | 27   | 1    | 3     | 3     | 0         | 0         | 0         | 0         | 30    | 4     |
| Олимпик Лион     | Лига 1           | 2021/22          | 16   | 0    | 0     | 0     | 4         | 2         | 0         | 0         | 20    | 2     |
| Олимпик Лион     | Лига 1           | 2022/23          | 34   | 4    | 5     | 1     | 0         | 0         | 0         | 0         | 39    | 5     |
| Олимпик Лион     | Лига 1           | 2023/24          | 33   | 1    | 6     | 2     | 0         | 0         | 0         | 0         | 39    | 3     |
| Олимпик Лион     | Лига 1           | 2024/25          | 30   | 8    | 2     | 0     | 12        | 4         | 0         | 0         | 44    | 12    |
| Олимпик Лион     | Итого            | Итого            | 146  | 14   | 21    | 9     | 18        | 6         | 0         | 0         | 185   | 29    |
| Манчестер Сити   | Премьер-лига     | 2024/25          | 0    | 0    | 0     | 0     | 0         | 0         | 4         | 1         | 4     | 1     |
| Манчестер Сити   | Премьер-лига     | 2025/26          | 1    | 1    | 0     | 0     | 0         | 0         | 0         | 0         | 1     | 1     |
| Манчестер Сити   | Итого            | Итого            | 1    | 1    | 0     | 0     | 0         | 0         | 4         | 1         | 5     | 2     |
| Всего за карьеру | Всего за карьеру | Всего за карьеру | 147  | 15   | 21    | 9     | 18        | 6         | 4         | 1         | 190   | 31    |

## Достижения

### Командные достижения
Сборная Франции (олимп.)
- Серебряный призёр Олимпийских игр: 2024

Сборная Франции
- Бронзовый призёр Лиги наций УЕФА: 2024/25

### Личные достижения
- Молодой игрок сезона Лиги Европы УЕФА: 2024/25[19]
- Вошëл в символическую сборную Лиги Европы УЕФА: 2024/25[20]

## Личная жизнь
Родился в Пюзиньяне, округ Лион, в семье выходцев из Алжира. Его отец — француз итальянского происхождения. У него есть четыре брата.